# Едмонсон (Техас)
Едмонсон (англ. Edmonson) — місто (англ. town) в США, в окрузі Гейл штату Техас. Населення — 86 осіб (2020).

## Географія
Едмонсон розташований за координатами 34°16′45″ пн. ш. 101°53′48″ зх. д. / 34.27917° пн. ш. 101.89667° зх. д. (34.279108, -101.896665).  За даними Бюро перепису населення США в 2010 році місто мало площу 1,11 км², уся площа — суходіл.

## Демографія
Згідно з переписом 2010 року, у місті мешкало 111 осіб у 37 домогосподарствах у складі 27 родин. Густота населення становила 100 осіб/км².  Було 48 помешкань (43/км²).
Расовий склад населення:
| - 80,2 % — білих - 1,8 % — корінних американців - 17,1 % — осіб інших рас |

До двох чи більше рас належало 0,9 %. Частка іспаномовних становила 64,9 % від усіх жителів.
За віковим діапазоном населення розподілялося таким чином: 30,6 % — особи молодші 18 років, 61,3 % — особи у віці 18—64 років, 8,1 % — особи у віці 65 років та старші. Медіана віку мешканця становила 34,2 року. На 100 осіб жіночої статі у місті припадало 94,7 чоловіків;  на 100 жінок у віці від 18 років та старших — 108,1 чоловіків також старших 18 років.
За межею бідності перебувало 13,8 % осіб, у тому числі 8,1 % дітей у віці до 18 років та 50,0 % осіб у віці 65 років та старших.
Цивільне працевлаштоване населення становило 46 осіб. Основні галузі зайнятості: освіта, охорона здоров'я та соціальна допомога — 39,1 %, транспорт — 13,0 %, мистецтво, розваги та відпочинок — 13,0 %.